# Tytherington Kellaways
Tytherington Kellaways var en civil parish fram till 1895 då den blev en del av Kellaways, i grevskapet Wiltshire, i England. Civil parish var belägen 4 km från Chippenham och hade 29 invånare år 1891.